# Alkamisikely
Alkamisikely is een plaats en gemeente in Madagaskar gelegen in het district Arivonimamo van de regio Itasy. Er woonden bij de volkstelling in 2001 ongeveer 4000 mensen.
In de plaats is basisonderwijs beschikbaar. 96% van de bevolking is landbouwer en 3% is werkzaam in de veeteelt. Het belangrijkste gewas is rijst en aardappelen, maar er wordt ook bonen verbouwd. 1% van de bevolking is werkzaam in de dienstensector.